# Эстервилл (Айова)
Эстервилл (англ. Estherville) — город и административный центр в округе Эммет в штате Айова в Соединённых Штатах Америки.
Согласно результатам переписи населения США, проведённой в 2020 году, число жителей города составляло 5904 человека, что, для такого небольшого населённого пункта, существенно меньше (− 7,2%), чем было во время предыдущей переписи прошедшей в 2010 году (6360 человек); при этом убыль населения фиксируется постоянно ещё с 1970-х годов.

## История
Первые постоянные европейские поселенцы на территории нынешнего Эстервилла появились здесь вскоре после создания Законодательным собранием штата Айова в 1851 году округа Эммет. Город был выбран административным центром округа в 1859 году.

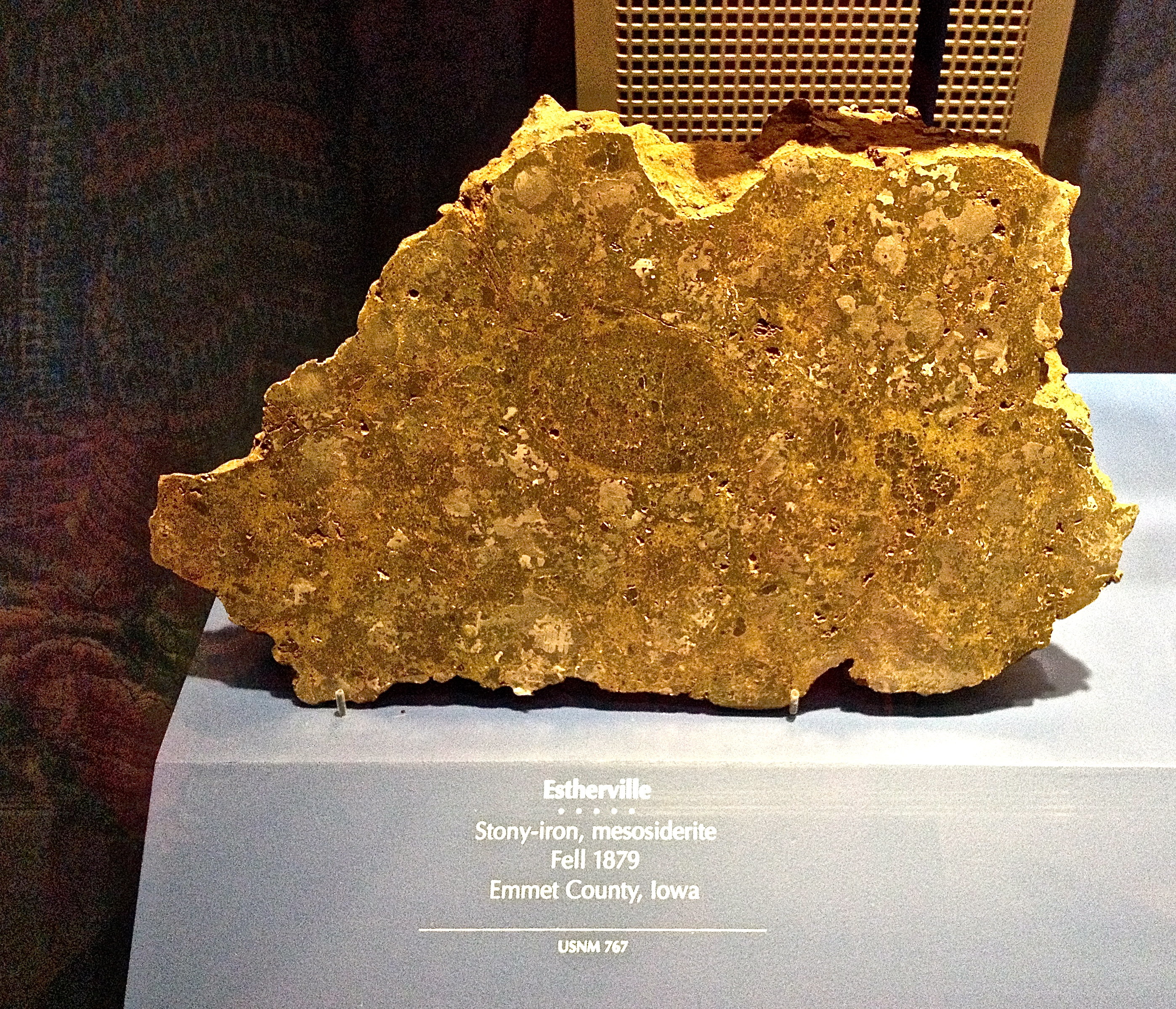
Эстервилльский метеорит
в Национальном музее естественной истории

В 1881 году поселение было инкорпорировано и включено в реестр штата Калифорния, благодаря чему некорпоративное сообщество  официально получило статус города («Сity of» / «Town of»).
Эстервилл был назван в честь Эстер А. Ридли (англ. Esther A. Ridley), одной из первых белых женщин, поселившихся в этом районе. Многие из нынешних жителей Эстервилла являются потомками первых иммигрантов из Скандинавии, Германии и Ирландии, прибывших в общину в 1870-х годах.
10 мая 1879 года недалеко от Эстервилла упал крупный метеорит. В отчёте, предоставленном Королевскому астрономическому обществу Великобритании, указано, что один фрагмент весил около 225 килограмм. Был также найден фрагмент меньшего размера весом 70 кг. Университет Миннесоты приобрёл несколько фрагментов для исследования.

## География
Эстервилл находится недалеко от городов Окободжи и Спирит-Лейк.
По данным Бюро переписи населения США, общая площадь города составляет 5,32 квадратных мили (13,78 км2) и вся эта территория представляет собой сушу.

## Климат
Согласно данным представленным Национальной метеорологической службой США в Эстервилле жаркий летний влажный континентальный климат сокращённо обозначаемый, по системе классификации климатов Кёппена, на климатических картах аббревиатурой «Dfa».